# Sollefteå
Sollefteå er en by i Västernorrlands län i landskabet Ångermanland i Sverige. Sollefteå, der  er administrationsby for Sollefteå kommun, havde i 2010 8.562 indbyggere. Sollefteå fik bystatus i 1917 og ligger ved Ångermanälven.
I 1950'erne begyndte man at bygge vandkraftværkerne ved Ångermanälven og i 1962 påbegyndte man Sollefteå kraftværk, som ligger midt i byen. Det blev et af de sidste kraftværker, der blev bygget ved elven, og samtidig det, der ligger længst nede.